# UFC 266
UFC 266: Volkanovski vs. Ortega（ユーエフシー・ツーシックスティシックス：ヴォルカノフスキー・バーサス・オルテガ）は、アメリカ合衆国の総合格闘技団体「UFC」の大会の一つ。2021年9月25日、ネバダ州ラスベガスのT-モバイル・アリーナで開催された。

## 大会概要
本大会は王者アレクサンダー・ヴォルカノフスキーと挑戦者ブライアン・オルテガによるUFC世界フェザー級タイトルマッチ、王者ヴァレンティーナ・シェフチェンコと挑戦者ローレン・マーフィーによるUFC世界女子フライ級タイトルマッチが組まれた。

## 試合結果

### アーリープレリム
第1試合 フェザー級 5分3R
○  ジョナサン・ピアース vs.  オマール・モラレス ×
2R 3:31 リアネイキドチョーク
第2試合 ウェルター級 5分3R
○  マシュー・セメルスバーガー vs.  マーティン・サノ ×
1R 0:15 KO（右ストレート）
第3試合 ミドル級 5分3R
○  ニック・マキシモフ vs.  コーディ・ブランデージ ×
3R終了 判定3-0（29-28、29-28、29-28）
第4試合 ライト級 5分3R
○  ジェイリン・ターナー vs.  ウロシュ・メディチ ×
1R 4:01 リアネイキドチョーク

### プレリミナリーカード
第5試合 女子フライ級 5分3R
○  タイラ・サントス vs.  ロクサン・モダフェリ ×
3R終了 判定3-0（30-27、30-27、30-27）
第6試合 ヘビー級 5分3R
○  クリス・ドーカス vs.  シャミル・アブドゥラヒモフ ×
2R 1:23 TKO（右ストレート→グラウンドの肘打ち）
第7試合 ライト級 5分3R
○  ダン・フッカー vs.  ナスラット・ハクパラスト ×
3R終了 判定3-0（30-27、30-27、30-26）
第8試合 バンタム級 5分3R
○  メラブ・ドバリシビリ vs.  マルロン・モラエス ×
2R 4:25 TKO（パウンド）

### メインカード
第9試合 女子フライ級 5分3R
○  ジェシカ・アンドラージ vs.  シンシア・カルビーロ ×
1R 4:54 TKO（スタンドパンチ連打）
第10試合 ヘビー級 5分3R
○  カーティス・ブレイズ vs.  ジャルジーニョ・ホーゼンストライク ×
3R終了 判定3-0（30-27、30-27、30-27）
第11試合 ミドル級 5分5R
○  ロビー・ローラー vs.  ニック・ディアス ×
3R 0:44 TKO（棄権）
第12試合 UFC世界女子フライ級タイトルマッチ 5分5R
○  ヴァレンティーナ・シェフチェンコ vs.  ローレン・マーフィー ×
4R 4:00 TKO（パウンド）
※シェフチェンコが6度目の王座防衛に成功。
第13試合 UFC世界フェザー級タイトルマッチ 5分5R
○  アレクサンダー・ヴォルカノフスキー vs.  ブライアン・オルテガ ×
5R終了 判定3-0（49-46、50-45、50-44）
※ヴォルカノフスキーが2度目の王座防衛に成功。

### 各賞
ファイト・オブ・ザ・ナイト：アレクサンダー・ヴォルカノフスキー vs. ブライアン・オルテガ
パフォーマンス・オブ・ザ・ナイト：メラブ・ドバリシビリ、クリス・ドーカス
各選手にはボーナスとして5万ドルが授与された。

### カード変更
負傷などによるカードの変更は以下の通り。